# André Vasco
André Vasco é o nome artístico de André Vasconcelos Ferrada (Guarulhos, 8 de setembro de 1984) é um apresentador, comunicador e ex-VJ brasileiro.

## Biografia
Vasco começou tocando violino em uma orquestra jovem aos 15 anos de idade, em vários teatros de São Paulo, incluindo o Teatro Municipal.
Formado em Publicidade e Propaganda na Universidade Presbiteriana Mackenzie, André Vasco iniciou sua carreira em frente às câmeras como VJ da MTV em 2005. Um ano após ser contratado como estagiário pela emissora em 2004, entrou na emissora como estagiário durante o curso de Publicidade. Trabalhou ao lado de Marcos Mion e Felipe Solari, atuando no seriado The Nadas. Durante um ano e meio, André teve dois programas fixos na grade da MTV, Chapa Coco com Felipe Solari e Tribunal de Pequenas Causas Musicais ao lado de Penélope Nova e Rafael Losso.
André estrelou campanhas publicitárias para Oi, Fanta, Banco do Brasil, Diadora,  Rio 2007, Intel, Neosaldina entre outras[carece de fontes?].
Também foi repórter do programa Viva a Noite em 2007, no SBT, e do Band Verão em 2009, na Band. Ainda em 2009, ele assinou contrato novamente com o SBT, assumindo o comando do Qual é o Seu Talento?, até 2012. Em agosto e setembro de 2011, foi um dos convidados para substituir a apresentadora Eliana em seu programa durante a licença maternidade. Entre 2012 e 2013, esteve no comando do extinto programa Astros.
No dia 31 de outubro de 2013, André Vasco deixa o SBT, e assina com a Band, para ter um programa diário no período vespertino da emissora paulista. Em 2014, passou a apresentar o Sabe ou Não Sabe.
Em fevereiro de 2014, apresentou a Band Folia no carnaval de Salvador. No mesmo ano, estreou com Ligia Mendes o Top 20, programa de vídeos exibido aos domingos.
Em janeiro de 2015, o programa Sabe ou Não Sabe deixa a grade da emissora e André fica apenas no Top 20, além de fazer o Band Folia. Em 24 de maio, sem projeto novo, ele anuncia a sua saída da Band. Em julho, o apresentador se transfere para o canal pago Discovery Home & Health, onde comandou o reality Cozinhando no Supermercado, ao lado de Carla Pernambuco.
Em setembro de 2016, anunciou seu retorno no SBT, no comando do quadro "Projeto Para Repórter", veiculado dentro do Jornal do SBT. E em novembro e dezembro de 2016 foi ele mesmo na novela Cúmplices de um Resgate.
Em fevereiro de 2019, foi contratado pela TV Cultura para a transmissão do "Carnaval é Cultura" diretamente de Recife-PE, com a TV Nova Nordeste afiliada da Cultura.
Em abril de 2022, ele é contratado pela RedeTV! para apresentar o esportivo Galera Esporte Clube, ao lado de Amaral e Fernanda Keulla.

## Carreira

### Apresentador
| Ano         | Título                                                              | Emissora / Evento        |
| ----------- | ------------------------------------------------------------------- | ------------------------ |
| 2006        | Chapa Coco                                                          | MTV                      |
| 2006        | Tribunal de Pequenas Causas Musicais                                | MTV                      |
| 2006        | Aquecimento VMB 2006                                                | MTV                      |
| 2007        | Chá das Minas                                                       | MTV                      |
| 2007        | Viva a Noite                                                        | SBT                      |
| 2008 - 2009 | Privê 89                                                            | 89 FM                    |
| 2008 - 2019 | Band Verão                                                          | Band                     |
| 2009        | Band Folia                                                          | Band                     |
| 2009 - 2012 | Qual é o Seu Talento?                                               | SBT                      |
| 2009 - 2014 | Teleton                                                             | SBT                      |
| 2011 - 2013 | SBT Folia                                                           | SBT                      |
| 2011        | Eliana                                                              | SBT                      |
| 2012 - 2013 | Astros                                                              | SBT                      |
| 2014        | Meus Prêmios Nick                                                   | Nickelodeon              |
| 2015        | Sabe ou Não Sabe + Top 20                                           | Band                     |
| 2015        | Band Folia                                                          | Band                     |
| 2015        | Teleton                                                             | SBT                      |
| 2015 - 2016 | Cozinhando no Supermercado                                          | Discovery Home & Health  |
| 2016        | Teleton                                                             | SBT                      |
| 2016        | Projeto ParaReporter                                                | SBT                      |
| 2017        | Festival da Virada Salvador                                         | Band                     |
| 2017        | Band Folia                                                          | Band                     |
| 2017        | Ibis Budget \| Grupo Accor Hotéis                                   | (campanha digital)       |
| 2017        | Miss Piauí                                                          |                          |
| 2017        | Cobertura e apresentação ShowBuzz \| evento Circadélica em Sorocaba |                          |
| 2018        | Festival da Virada Salvador                                         | Band                     |
| 2018        | Sampa Folia                                                         | Band                     |
| 2018        | Papo Premium \| Masterchef Digital                                  | Band                     |
| 2019        | Vitrine Brasil                                                      | TV Cultura               |
| 2019        | Carnaval de Recife                                                  | TV Cultura               |
| 2019        | Cobertura e apresentação \| série de vídeos SXSW                    | Facebook + Update or Die |
| 2020        | Flow Experience                                                     |                          |
| 2020        | EuQueSei.com                                                        | Stereo Vale FM           |
| 2021        | Flow Experience                                                     |                          |
| 2021        | TEDx                                                                | Faap                     |
| 2022        | Galera Esporte Clube                                                | RedeTV!                  |

### Ator
| Ano         | Projeto                              | Direção / Produção            |
| ----------- | ------------------------------------ | ----------------------------- |
| 2005 - 2006 | The Nadas                            | MTV                           |
| 2012        | Vinheta de fim de ano SBT            | produção do Arnaldo Saccomani |
| 2013        | The Nadas (episódio de encerramento) | MTV                           |
| 2015        | Curta "A Distopia"                   | direção de Pedro Urisi        |
| 2016        | Cúmplices de um Resgate              | SBT                           |
| 2016        | Fotos para campanha Casio            |                               |
| 2020        | Made In USA \| filme Tirullipa       |                               |

### Diretor
| Ano  | Projeto                                                                                   | Banda / Marca       |
| ---- | ----------------------------------------------------------------------------------------- | ------------------- |
| 2011 | Direção e roteiro videoclipe "A Tendência"                                                | Strike              |
| 2011 | Concorreu no Prêmio Multishow \| categoria melhor direção de videoclipe com "A Tendência" | Strike \| Multishow |
| 2018 | Direção videoclipe "Rodei o Mundo"                                                        | Strike              |